# Kamern
Kamern ist eine Einheitsgemeinde und ein staatlich anerkannter Erholungsort im Nordosten des Landkreises Stendal und Sachsen-Anhalts in Deutschland. Sie gehört der Verbandsgemeinde Elbe-Havel-Land an, die ihren Verwaltungssitz in der Gemeinde Schönhausen (Elbe) hat.

## Geografie

### Lage
Das Gemeindegebiet von Kamern liegt am Nordrand des Landes Schollene, einem waldreichen Endmoränenbogen, der sich zwischen den hier parallel verlaufenden Flüssen Elbe und Havel auf einer Länge von 30 km erstreckt. Unmittelbar südlich von Kamern erhebt sich der Frau Harkenberg in den Kamerschen oder Rehberger Bergen bis zu 110 m ü. NN, diese Landmarke liegt damit rund 80 m über der flachen Flussauen-Landschaft von Elbe und Havel. Kamern ist etwa 13 Kilometer von Havelberg entfernt.
Westlich des Dorfes Kamern liegt das Fauna-Flora-Habitat-Gebiet „Kamernscher See und Trübengraben“.
Umgeben wird Kamern von den Nachbargemeinden Havelberg im Norden und Nordosten, Schollene im Südosten, Klietz im Süden, Arneburg im Südwesten, Hohenberg-Krusemark im Westen sowie Sandau (Elbe) im Nordwesten.

### Gemeindegliederung
Zu Kamern gehören die Ortsteile Hohenkamern, Neukamern, Rehberg, Schönfeld und Wulkau.

### Klima
In Kamern herrscht gemäßigtes Klima. Dieses wird von Osten vom Kontinentalklima und vom Westen vom atlantischen Seeklima beeinflusst.
Der durchschnittliche jährliche Niederschlag für Kamern liegt bei 669 mm.
Trockenster Monat ist der April mit einer Niederschlagsmenge von 41 mm, wohingegen der meiste Niederschlag im Juli mit durchschnittlich 77 mm fällt.
Die Jahresdurchschnittstemperatur liegt bei 10,2 °C.
Der statistisch wärmste Monat ist der Juli mit durchschnittlichen 19,7 °C.
Der Monat Januar, als kältester Monat im Jahr, weist eine Durchschnittstemperatur von 1,2 °C auf.
|                        | Jan  | Feb  | Mär | Apr  | Mai  | Jun  | Jul  | Aug  | Sep  | Okt  | Nov | Dez |   |      |
| Mittl. Temperatur (°C) | 1,2  | 1,9  | 4,8 | 9,8  | 14,4 | 17,6 | 19,7 | 19,1 | 15,4 | 10,6 | 5,8 | 2,7 | ⌀ | 10,3 |
| Mittl. Tagesmax. (°C)  | 3,3  | 4,7  | 8,5 | 14,3 | 18,7 | 21,8 | 23,8 | 23,3 | 19,3 | 13,7 | 8,1 | 4,5 | ⌀ | 13,7 |
| Mittl. Tagesmin. (°C)  | −1,1 | −0,8 | 1,3 | 5    | 9,6  | 12,9 | 15,3 | 14,9 | 11,6 | 7,6  | 3,6 | 0,7 | ⌀ | 6,8  |
|                        |      |      |     |      |      |      |      |      |      |      |     |     |   |      |
| Niederschlag (mm)      | 58   | 42   | 52  | 41   | 57   | 62   | 77   | 66   | 58   | 50   | 51  | 55  | Σ | 669  |
|                        |      |      |     |      |      |      |      |      |      |      |     |     |   |      |
| Sonnenstunden (h/d)    | 3,0  | 4,0  | 5,0 | 9,0  | 10,0 | 11,0 | 11,0 | 10,0 | 7,0  | 5,0  | 3,0 | 3,0 | ⌀ | 6,8  |
|                        |      |      |     |      |      |      |      |      |      |      |     |     |   |      |
| Regentage (d)          | 9    | 8    | 9   | 8    | 8    | 8    | 9    | 8    | 7    | 8    | 8   | 9   | Σ | 99   |
|                        |      |      |     |      |      |      |      |      |      |      |     |     |   |      |
| Luftfeuchtigkeit (%)   | 83   | 80   | 75  | 67   | 65   | 63   | 65   | 67   | 72   | 80   | 86  | 84  | ⌀ | 73,9 |

| −1,1 |

| −0,8 |

| 1,3 |

| 5 |

| 9,6 |

| 12,9 |

| 15,3 |

| 14,9 |

| 11,6 |

| 7,6 |

| 3,6 |

| 0,7 |

| −1,1 |

| −0,8 |

| 1,3 |

| 5 |

| 9,6 |

| 12,9 |

| 15,3 |

| 14,9 |

| 11,6 |

| 7,6 |

| 3,6 |

| 0,7 |

## Geschichte

### Mittelalter bis Neuzeit
Kamern wurde erstmals 1322 in einer Urkunde erwähnt als dat lant to der kameren. Weitere Nennungen sind 1332 das hus zu den Camere mit dem land, 1344 castro dicto Kamer. Das Dorf wird als Villa Kamer im Lehnbuch der Magdeburgischen Erzbischöfe Albrecht III und Peter (1368–1381) genannt. Kersten Borchowe hatte dort Einnahmen. Nach dem Lehnbuch Albrecht IV. (1383–1381) hatte Gherardus de Rodenstorpe Rechte i curiam domini de Komere und ein Borchtigin Einnahmen in villa Kamere.
Um 1670 kam das Rittergut Camern von den von Retzdorf in Besitz der von Katte. Zur leichteren Bewirtschaftung ihrer Felder errichteten zwischen dem Ende der 1770er bis Anfang der 1780er Jahre 10 Bauern 1½ Kilometer nordöstlich vom heutigen Kamern Neu-Camern. Um 1850 entstanden Haus und Wirtschaftsgebäude des Rittergutes in Hohenkamern am Fuß der Kamernschen Berge. Zum Rittergut gehört auch ein Teil des Kamernschen Sees. Damaliger Eigentümer war Otto von Katte (1822–1896). Sein Nachfolger, der Sohn Rittmeister Christoph von Katte (1855–1939), verheiratet mit der Offizierstochter Elisabeth von Busse, besaß 1922 nach dem letztmals amtlich publizierten Güter-Adressbuch der Provinz Sachsen 722 ha Land. Davon waren 351 ha Waldbesitz. Nach dem Genealogischen Handbuch des Adels war bis zur Bodenreform Otto Oskar Christoph von Katte, geboren 1913, der Grundbesitzer in Kamern.
Das Gut Hohen-Kamern gehörte bis 1945 der Familie von Katte, die es ab 1991 zurückgekauft hat. Zum Rittergut gehört auch ein Teil des Kamernschen Sees. Das Rittergut Hohenkamern steht heute unter Denkmalschutz.
Die Gemeinde ist heute vor allem als Erholungsort bekannt. Schon im 20. Jahrhundert wurden Bungalowsiedlungen und ein Zeltplatz am See errichtet.

### Herkunft des Ortsnamens
Der Slawist Aleksander Brückner vermutet der Name „Kamern“ könnte vom Altslawischen „komarь“ für „Stechmücke“ abgeleitet sein.

### Eingemeindungen
Kamern gehörte früher zum zweiten Distrikt im Jerichowschen Kreis im Norden des Herzogtums Magdeburg. 1816 kam es zum Kreis Jerichow II, dem späteren Landkreis Jerichow II in der preußischen Provinz Sachsen.
Am 30. September 1928 wurde der Hauptteil vom Gutsbezirk Hohenkamern mit der Landgemeinde Kamern vereinigt und die drei Hektar große Exklave des Gutsbezirks mit der Landgemeinde Warnau.
Ab 15. Juli 1950 änderte sich der Name des Landkreises zu Landkreis Genthin, später zu Kreis Genthin. Am 25. Juni 1952 wurde Kamern dem Kreis Havelberg zugeordnet. Am 15. Februar 1974 wurde Rehberg nach Kamern eingemeindet. Am 1. Juli 1994 kam die Gemeinde Kamern zum heutigen Landkreis Stendal.
Mit der Gemeindegebietsreform und der Forderung, eine Mindest-Einwohnerzahl von 1000 in Einheitsgemeinden zu gewährleisten, schlossen sich am 1. Januar 2010 die bis dahin selbstständigen Gemeinden Schönfeld und Wulkau der Gemeinde Kamern an.

### Einwohnerentwicklung

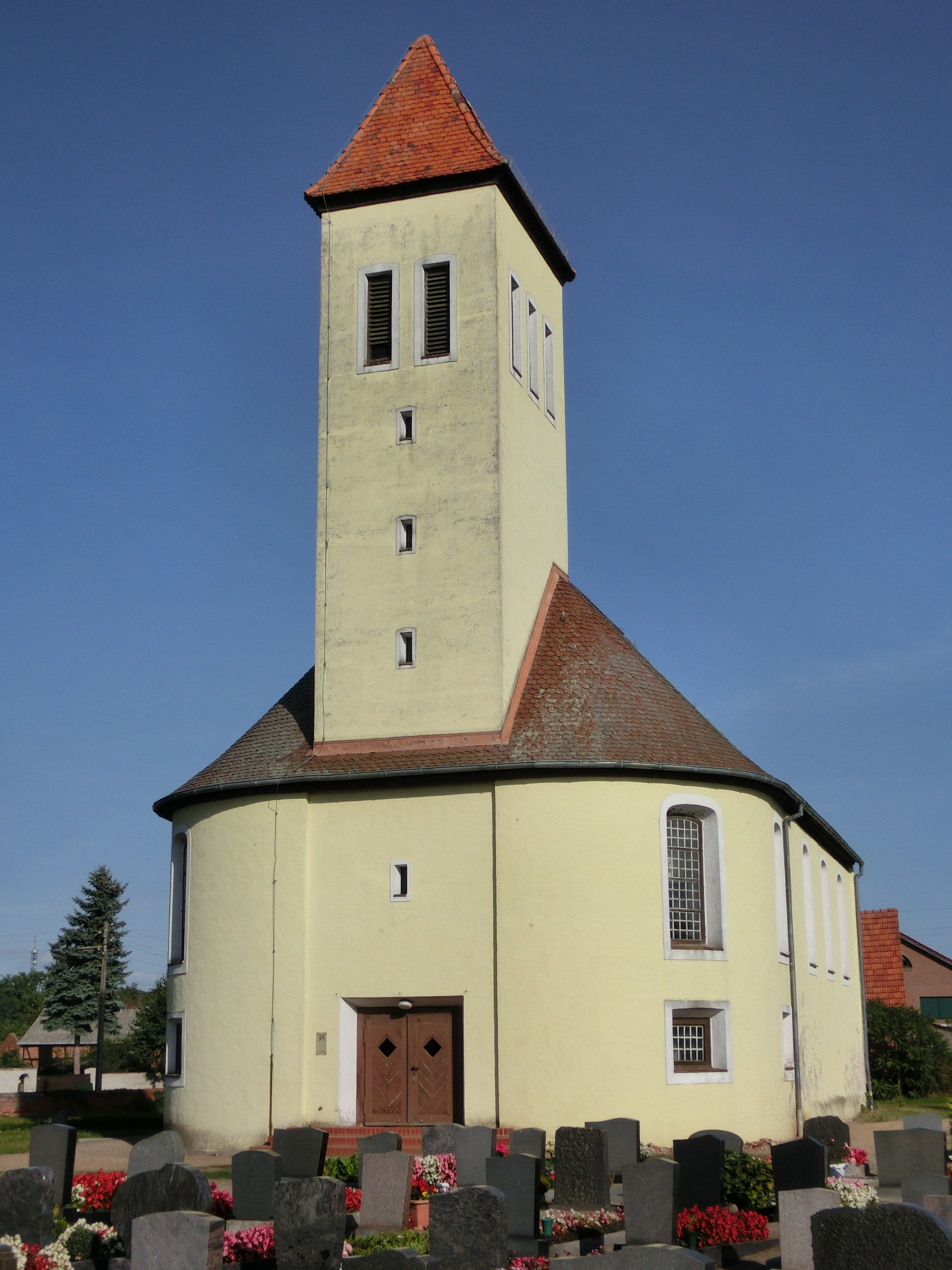
Kirche in Kamern

#### Landgemeinde/Gemeinde
| Jahr | Einwohner |
| ---- | --------- |
| 1782 | [00]473   |
| 1818 | [00]509   |
| 1840 | [00]709   |
| 1864 | [00]635   |
| 1867 | 691       |
| 1871 | 679       |

| Jahr | Einwohner |
| ---- | --------- |
| 1905 | 606       |
| 1910 | 611       |
| 1925 | 709       |
| 1933 | 606       |
| 1939 | 574       |
| 1946 | 826       |

| Jahr | Einwohner |
| ---- | --------- |
| 1964 | 0622      |
| 1971 | 0610      |
| 1990 | 0799      |
| 2006 | 0739      |
| 2015 | [00]1230  |
| 2018 | [00]1225  |

| Jahr | Einwohner |
| ---- | --------- |
| 2019 | [00]1236  |
| 2020 | [00]1222  |
| 2021 | [00]1237  |
| 2022 | [00]1228  |

Quellen: 1867 bis 1971 Unterlagen der Volkszählung; ab 1990:

#### Ortsteil
| Jahr | Einwohner |
| ---- | --------- |
| 2014 | [00]402   |
| 2017 | [00]413   |
| 2018 | [00]428   |
| 2019 | [00]427   |
| 2020 | [00]426   |

| Jahr | Einwohner |
| ---- | --------- |
| 2021 | [00]423   |
| 2022 | [0]430    |

## Religion
Die Volkszählung in der Europäischen Union 2011 zeigte, dass 36 % der Einwohner evangelisch und nur 2 % katholisch sind. Die evangelischen Kirchengemeinden Kamern, Rehberg, Schönberg und Wulkau gehören zum Pfarrbereich Sandau im Kirchenkreis Stendal der Evangelischen Kirche in Mitteldeutschland. Die katholischen Christen gehören zur Pfarrei St. Elisabeth in Tangermünde im Dekanat Stendal im Bistum Magdeburg. Nächster Gottesdienststandort ist die Kapelle von Schloss Sandau.

## Politik

### Gemeinderat
Bei der Gemeinderatswahl am 26. Mai 2019 gab es folgendes Ergebnis:
- 2 Einzelmandatsträger mit zusammen 19,3 %
- 1 Sitz für die CDU 8,4 %
- 9 Sitze für die Wählergruppen mit zusammen 72,3 %

Die Wahlbeteiligung betrug 58,4 %.
Zum Gemeinderat gehören 12 Mitglieder und der Bürgermeister.

### Bürgermeister
Bürgermeister der Gemeinde Kamern ist Arno Brandt. Er wurde im Jahr 2014 zum Nachfolger von Klaus Beck gewählt. Davor hatte Klaus Beck im Jahre 1998 die Nachfolge von Arno Brandt angetreten. Im Juni 2021 wurde Arno Brandt im Amt bestätigt.

### Logo und historisches Wappenbild
Die Gemeinde hat kein offiziell genehmigtes Wappen; sie führt lediglich ein wappenähnliches Logo. Es symbolisiert die Hedemicke, das Wahrzeichen des Ortes, ein früheres Naturdenkmal.
Die ehemaligen Gemeinden Kamern und Rehberg führten in ihrem Gemeindesiegel schon einmal ein wappenähnliches Siegelbild. Dieses wurde im Zeitraum nach dem Zweiten Weltkrieg bis etwa der Einführung der Bezirke und Kreise in der DDR (1945–1952) benutzt.
Eine weitere Quelle ist das Kreisheimatmuseum in Genthin.

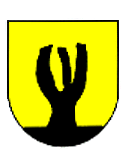
Logo Kamern
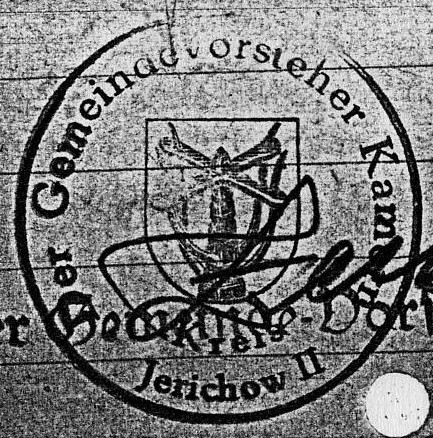
Altes Siegel der Gemeinde Kamern
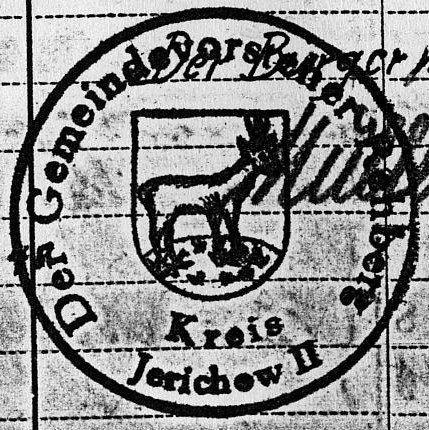
Altes Siegel der Gemeinde Rehberg

## Kultur und Sehenswürdigkeiten

### Bauwerke

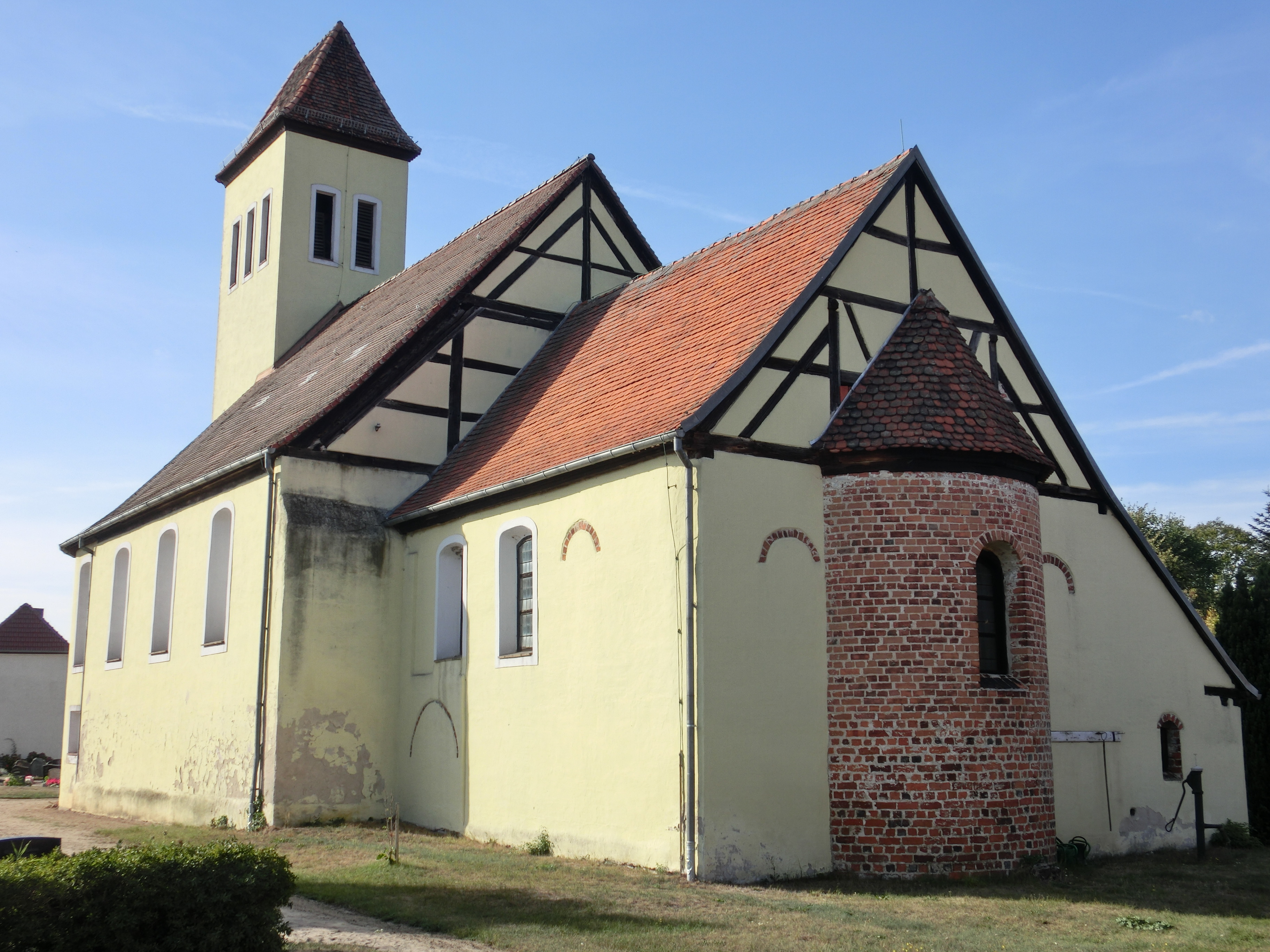
Dorfkirche Kamern

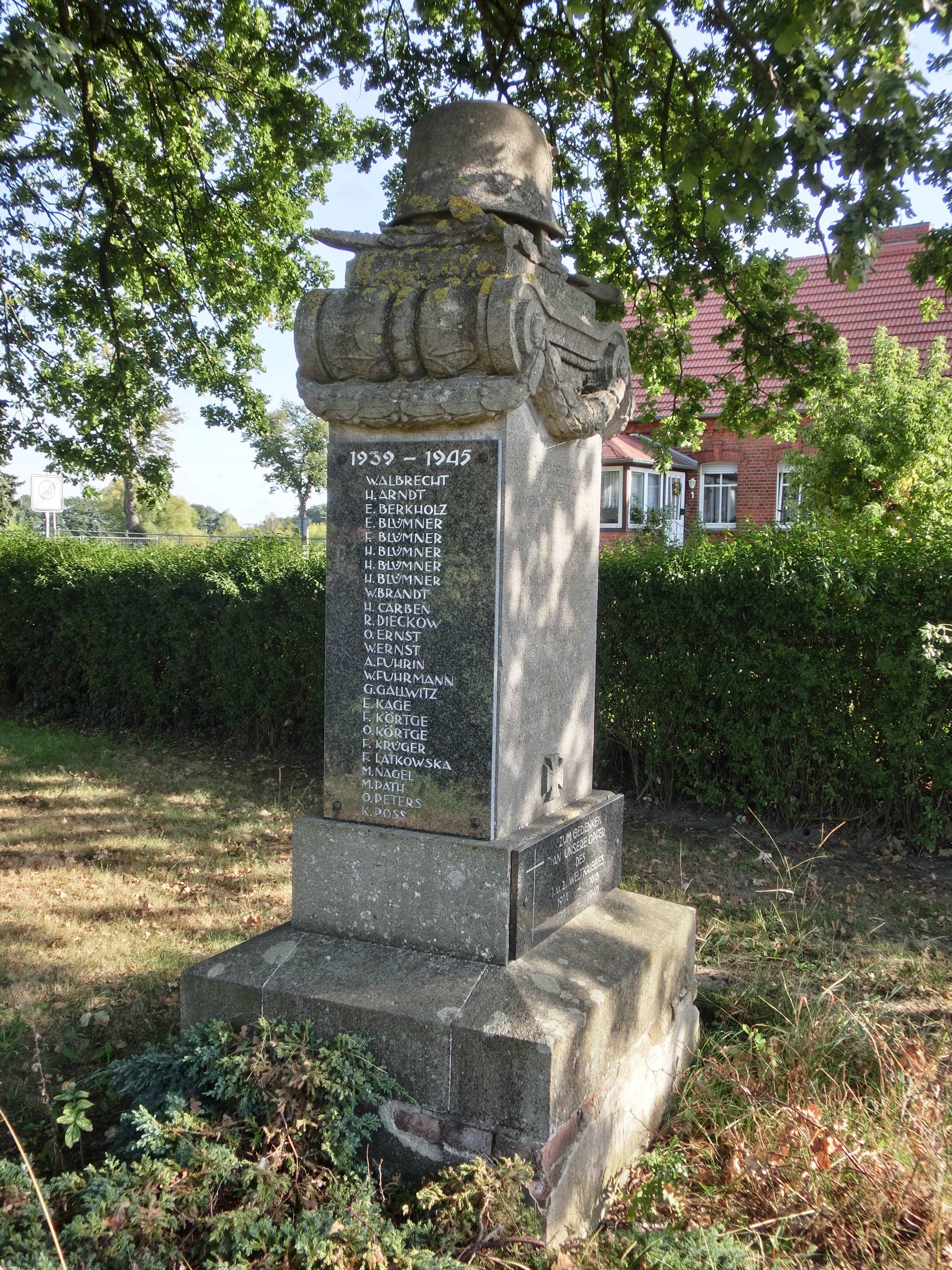
Gefallenendenkmal Kamern

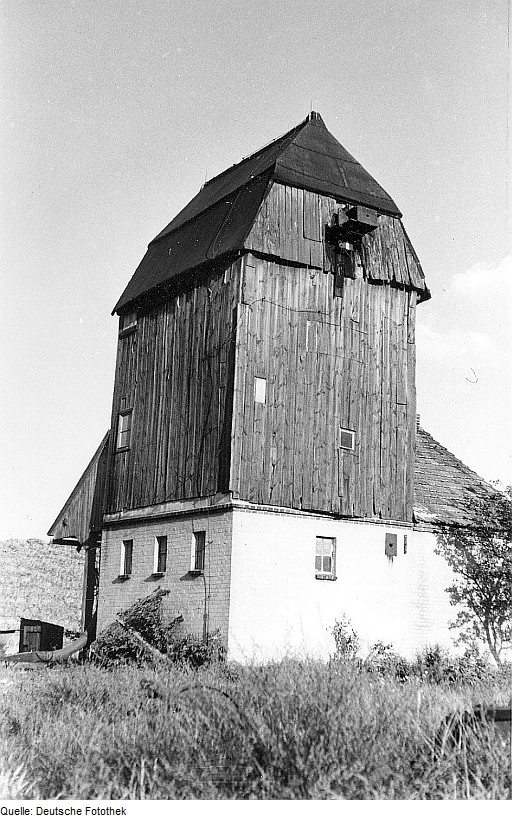
Bockwindmühle (1973)

- Die evangelische Dorfkirche Kamern, ein spätromanischer, flach gedeckter Backsteinbau, wurde im 18. Jahrhundert instand gesetzt und dabei das Mauerwerk verputzt.[31]
- In Kamern steht ein Denkmal für die Gefallenen des Ersten und Zweiten Weltkrieges, eine steinerne Stele gekrönt von einer großen Stahlhelm-Plastik.[32]
- In der Straße „Gülden Camern“ steht eine Bockwindmühle, sie wurde um 1995 dorthin versetzt.

### Hedemicke
Wahrzeichen des Dorfes ist die Hedemicke, ein sagenumwobener Kiefernstumpf. Die altdeutsche Bezeichnung „Hede“ steht für unversponnenen Flachs, die „Micke“ bezeichnet eine Gabel. Die Kiefer wurde 1928 unter Schutz gestellt. 1936 begann der Baum abzusterben, zuvor hatte ein Blitz einen der vier Äste zerstört. 1940 wurden die übrigen Äste abgesägt und 1955 der Stumpf zum Naturdenkmal erklärt. 1976 wurde der Stumpf umfassend konserviert. Im Jahre 2020 wurde bekannt, dass die Hedemicke nicht im Original erhalten werden kann und durch eine Kopie oder Skulptur ersetzt werden wird.

## Sagen aus Kamern

### Frau Harke und die Hedemicke
Auf dem Frau Harkenberg bei Kamern lebte einst die gutmütige Riesin Frau Harke. Da sie keine Christin war, betrachte sie mit großem Verdruss den Bau des Domes in Havelberg. Von ihr werden daher einige Steinwürfe auf Kirchen berichtet, so auf den Dom zu Havelberg, auf den Dom zu Stendal und auf die Marienkirche in Brandenburg. Die Steine erreichten ihre Ziele aber nicht, sondern blieben als markante Steine liegen. Frau Harke spann auch ihren eigenen Flachs. Als viele der Eichen in den Kamernschen Bergen gefällt worden waren, da ist Frau Harke nach Thüringen weggezogen. Vorher steckte sie sozusagen als Abschiedsgeschenk ihren Spinnrockenstock am Ortseingang von Kamern in die Erde. Daraus wuchs eine Kiefer, die Hedemicke genannt wird.
Auf den Bergen wächst das Frau-Harkengras oder der Frau Harfenbart, der heute Flunkerbart oder Echtes Federgras genannt wird.

### Goldcamern
Im Jahre 1843 wurde eine Sage aus Kamern veröffentlicht, die der Kantor Görnemann aus Kamern und ein Asssor Ernst aus Berlin überlieferten. Früher war die Gegend um Kamern sehr fruchtbar, man nannte es daher auch Goldcamern oder gülden Camern. Durch Überschwemmungen der Elbe wurde der See beim Dorf, der anfangs nur ein Graben war, immer tiefer und breiter und die Umgebung hat sich förmlich in eine Sandwüste verwandelt. Andere erzählen der See sei bei einem Elbdurchbruch entstanden. Der Sand liegt stellenweise 2 Meter hoch über dem Kleiboden.

## Wirtschaft und Infrastruktur

### Verkehr
Die Gemeinde Kamern liegt an der Landstraße von Havelberg ins brandenburgische Rathenow und ist über die Nachbargemeinde Wulkau mit der Bundesstraße 107 (Havelberg–Genthin) verbunden. Die nächsten Bahnhöfe sind über 20 km von Kamern entfernt (Schönhausen (Elbe), Rathenow und Glöwen). Es verkehren Linienbusse und Rufbusse von stendalbus.

## Sport
Kamern gehört zu den Altmärkischen Wandernestern, die im Altmärkischen Wanderverein organisiert sind.